# Cum trăiesc acum
Cum trăiesc acum (titlu original: How I Live Now) este un film britanic distopic postapocaliptic de dragoste de război din 2013 regizat de  Kevin Macdonald după un roman omonim de Meg Rosoff.  În rolurile principale au interpretat Saoirse Ronan, George MacKay, Tom Holland, Harley Bird, Anna Chancellor și Corey Johnson. Filmul a fost proiectat la Festivalul Internațional de Film de la Toronto.

## Prezentare
La un moment dat, într-un viitor apocaliptic, Daisy, o tânără adolescentă americană neadaptată, este trimisă vara în mediul rural englez pentru a rămâne cu mătușa ei Penn și cu cei trei copii ai săi: Eddie, Isaac și Piper. Daisy sosește pe aeroportul Heathrow unde măsurile de securitate sunt sporite și vede la un televizor știri despre un atentat cu bombă la Paris.  Ea este întâmpinată de Isaac, care o duce la ferma lor. Daisy, inițial rece, se împrietenește cu verișorii ei și cu fiul vecinului, Joe. Daisy află de la mătușa ei că răposata ei mama obișnuia să stea des la fermă, mai ales în camera care i-a fost dată. Între timp, Daisy se îndrăgostește de vărul ei mai mare, Eddie. La câteva zile după sosirea ei, Penn zboară la Geneva pentru a participa la o conferință de urgență, deoarece este expertă în grupuri teroriste extremiste.
Distracția de vară a copiilor se termină când o coaliție teroristă detonează o bombă nucleară la Londra care ucide sute de mii de oameni și, în consecință, curentul electric se întrerupe, iar ei află de la o emisiune radio de urgență că legea marțială a fost impusă în Marea Britanie. Fetei i se oferă o cale sigură de întoarcere acasă în America, dar decide să rămână, datorită relației ei cu Eddie. Cu toate acestea, Armata Britanică se luptă cu extremiștii în zonă, separă băieții și fetele care urmează să fie evacuați fiecare în părți separate ale țării. Eddie încearcă să riposteze, dar este prins de soldați. În schimb, îi cere lui Daisy să se întoarcă acasă când va avea ocazia.
Daisy și Piper sunt crescute împreună în casa unui maior din armata britanică și a soției sale. Cartierul lor este atacat de teroriști și Joe care a fost adus în același oraș este ucis. Daisy și Piper fug și încep un drum pe jos de șase zile înapoi acasă. Daisy este martoră la maltratarea unor prizonieri într-o tabără și, la un moment dat, la un masacru lângă tabăra unde au fost luați Isaac și Eddie. Daisy constată că, deși Eddie nu este printre morți, trupul lui Isaac este acolo. Ea îi ia cu tristețe ochelarii și mai târziu îi îngroapă. În timp ce pleacă, sunt observate de doi bărbați înarmați, care le urmăresc prin pădure. Daisy îi împușcă pe amândoi și cele două fete fug.
Mai târziu, fetele sunt pe punctul de a renunța, dar văd șoimul de companie al lui Eddie zburând pe deasupra. Îl urmăresc acasă, unde descoperă că garnizoana militară staționată acolo a fost masacrată și casa este goală, doar câinele lor este acolo. A doua zi dimineața, Daisy urmărește câinele în pădure, unde îl găsește pe Eddie zăcând inconștient, cu cicatrici și ochii umflați.
După război, Daisy îl îngrijește pe Eddie. Se anunță încetarea focului, locuințele au din nou electricitate, se formează un nou guvern, iar țara începe să își revină. Eddie suferă acum de tulburare de stres post-traumatic și este mut. Daisy promite că va fi mereu lângă el, cu speranța că își va reveni într-o zi.

## Distribuție
- Saoirse Ronan - Daisy
- George MacKay - Eddie
- Tom Holland - Isaac
- Harley Bird - Piper
- Anna Chancellor - Aunt Penn
- Danny McEvoy - Joe
- Corey Johnson - Consular official
- Darren Morfitt - the Sergeant
- Jonathan Rugman - the News Reporter
- Stella Gonet - Mrs McEvoy
- Des McAleer - Maior McEvoy